# Epiplatys sexfasciatus
Epiplatys sexfasciatus (Gill, 1862) è un pesce osseo d'acqua dolce appartenente alla famiglia Nothobranchiidae.

## Distribuzione e habitat
Questa specie è diffusa nell'Africa equatoriale occidentale (Ghana, Camerun, Gabon, Benin, Nigeria, Guinea Equatoriale). Vive in ambienti con acque calme e ricche di vegetazione come stagni, ruscelli e piccoli laghi.

## Descrizione
Misura fino a 10 cm.

## Biologia
Non ha un ciclo vitale stagionale.

### Alimentazione
Si nutre di piccoli pesci, crostacei, insetti e vermi.

### Acquariofilia
Difficile da allevare in acquario, necessita di vasche di lunghezza minima di 80 cm.

## Conservazione
Comune in tutto il suo vastissimo areale che comprende gran parte dell'Africa occidentale. La specie non è considerata minacciata di estinzione dalla IUCN che la colloca nella categoria più bassa di minaccia.